# 舌洗池
舌洗池（ぜっせんいけ）は、徳島県徳島市国府町観音寺に位置する池である。

## 地理
四国八十八箇所霊場第十六番札所・観音寺より西方200m付近に位置。源義経ゆかりの地としてしられ、かつては灌漑用水として利用された。

## 歴史
源義経が元暦2年（1185年）2月17日に小松島付近に上陸し、この地で小休し、馬に水を飲ませたと云われている。義経は里人に地名を尋ね「勝間の井戸」という答えに、幸先が良いと喜んだという逸話が残っており、このことから現在の地名となったとされる説がある。
舌洗池は、旧下九ケ村の灌漑用水であったため、水神さん、弁天さん、観音さんを祀る等、水源地として大切にされてきた。

## 交通
- 四国旅客鉄道（JR四国） 徳島線府中駅下車、徒歩約10分。
- 徳島バスより鴨島線／神山線（石井経由）／石井・高原線「観音寺北」下車、徒歩約5分。